# Кремшевская, Галина Дмитриевна
Гали́на Дми́триевна Кремше́вская (14 апреля 1913, Петербург — 18 августа 1995, Санкт-Петербург) — советская артистка балета, балетовед и критик.

## Биография
Родилась в семье врача и педагога Дмитрия Андреевича Кремшевского (1879—1954).
В 1931 году окончила Ленинградское хореографическое училище по классу Агриппины Вагановой. В 1931—1934 году — артистка балета Ленинградского Малого театра оперы и балета, в 1934—1935 — Грузинского театра оперы и балета им. З. П. Палиашвили, в 1935—1937 — Оперной студии Ленинградской консерватории, в 1937—1953 — Ленинградского театра оперы и балета имени С. М. Кирова.
В 1938 году окончила педагогическое отделение при Ленинградском хореографическом училище, а в 1954 — театроведческий факультет ГИТИСа. С начала 1950-х годов выступала как балетный критик со статьями о ленинградском балете, его солистах, хореографах и педагогах.
Похоронена на Большеохтинском кладбище Санкт-Петербурга.

### Семья

Могила Кремшевской на Большеохтинском кладбище Санкт-Петербурга.

Муж — Михаил Сергеевич Георгиевский, характерный танцовщик и балетный режиссёр Ленинградского театра оперы и балета имени С. М. Кирова.
Проживала с мужем в знаменитом Толстовском доме в 630 квартире.
Сестра — архитектор Наталия Дмитриевна Кремшевская (1909—1979), один из авторов книги «Памятники архитектуры пригородов Ленинграда».

### Книги
- Кремшевская Г. Татьяна Михайловна Вечеслова. — Л.: ВТО, 1951. — 64 с. — (Мастера ленинградской сцены). — 10 000 экз.
- Кремшевская Г. Наталия Дудинская. — Л.—М.: Искусство, 1964. — 160 с. — 27 000 экз.
- Кремшевская Г. Агриппина Ваганова. — Л.: Искусство, 1982. — 162 с. — 25 000 экз.

### Избранные статьи
- Кремшевская Г. Балерина Татьяна Вечеслова // Вечерний Ленинград : газета. — Л., 1953. — № 24 июня.
- Кремшевская Г. Лирическое дарование // Вечерний Ленинград : газета. — Л., 1955. — № 1 февраля.
- Кремшевская Г. Галина Исаева — королева // Театр : журнал. — М., 1955. — № 4.
- Кремшевская Г. Артистка, которую знают и любят // Смена : газета. — Л., 1955. — № 1 ноября.
- Кремшевская Г. Путь к мастерству // Театральный Ленинград : журнал. — Л., 1957. — № 19.
- Кремшевская Г. Светлана Шеина. К 20-летию сценической деятельности // Театральный Ленинград : журнал. — Л., 1959. — № 37.
- Кремшевская Г. Инна Зубковская // Театральный Ленинград : журнал. — Л., 1960. — № 45.
- Кремшевская Г. Щедрое дарование // Вечерний Ленинград : газета. — Л., 1960. — № 12 декабря.
- Кремшевская Г. Поучительное разочарование // Советская культура : газета. — М., 1961. — № 2 марта.
- Кремшевская Г. На спектаклях узбекского балета // Театр : журнал. — М., 1965. — № 3.
- Кремшевская Г. Рождение балетмейстера // Театр : журнал. — М., 1965. — № 8.
- Кремшевская Г. Продолжая традиции // Советская культура : газета. — М., 1965. — № 7 сентября.
- Кремшевская Г. От Рамо до Пуленка // Театр : журнал. — М., 1967. — № 1.
- Кремшевская Г. Балетный парафраз "Асель" // Театр : журнал. — М., 1967. — № 5.
- Кремшевская Г. Инна Зубковская // Ленинградский балет сегодня. — Л.—М.: Искусство, 1967. — Т. 1-й. — 288 с. — 60 000 экз.
- Кремшевская Г. Всегда неожиданная // Театральная жизнь : журнал. — М., 1969. — № 8.
- Кремшевская Г. Мыслью пронизанный (Анатолий Гридин) // Театральная жизнь : журнал. — М., 1969. — № 21.
- Кремшевская Г. Жизнь в мире танца // Ленинградская правда : газета. — М., 1970. — № 11 июня.
- Кремшевская Г. Одна из лучших // Театр : журнал. — М., 1970. — № 12.
- Кремшевская Г. Мысль и воля // Театральная жизнь : журнал. — М., 1971. — № 11.
- Кремшевская Г. Как сотворили мир // Театральная жизнь : журнал. — М., 1971. — № 14.
- Кремшевская Г. Татьяна Вечеслова // Театр : журнал. — М., 1971. — № 9.
- Кремшевская Г. Хореографический театр Леонида Якобсона // Театр : журнал. — М., 1971. — № 12.
- Кремшевская Г. Первое десятилетие // Театральная жизнь : журнал. — М., 1974. — № 7.
- Кремшевская Г. Педагог и балетмейстер (А. Е. Обрант) // Театр : журнал. — М., 1974. — № 7.
- Кремшевская Г. Хореографический театр Леонида Якобсона // Советская эстрада и цирк : журнал. — М., 1975. — № 12.
- Кремшевская Г. (составитель). Актер без дублера (Борис Шавров) // Музыка и хореография современного балета. — М.: Музыка, 1977. — Т. 2-й. — 240 с. — 1075 экз.
- Кремшевская Г. Когда танец — радость // Советская культура : газета. — М., 1982. — № 30 июля.
- Кремшевская Г. Татьяна Вечеслова // Советский балет : журнал. — М., 1983. — № 3.
- Кремшевская Г. Великое чудо любви // Театральная жизнь : журнал. — М., 1983. — № 8.
- Кремшевская Г. Вечная весна // Вечерний Ленинград : газета. — Л., 1984. — № 28 марта.
- Кремшевская Г. Впервые в Ленинграде // Ленинградская правда : газета. — М., 1984. — № 6 октября.
- Кремшевская Г. Сильфида моя… // Советский балет : журнал. — М., 1987. — № 1.